# Wapen van Anderlues

Wapen van Anderlues.

Het wapen van Anderlues is het heraldisch wapen van de Henegouwse gemeente Anderlues. Het wapen werd op 8 december 1992 aan de gemeente Anderlues toegekend.

## Geschiedenis
Het wapen is gebaseerd op dat van Philippe de Herzelles, die het dorp in 1605 verwierf. Diens wapen werd dan ook sinds 1605 als zegel van de schepenbank gebruikt.

## Blazoenering
De huidige blazoenering is:

De gueules au chevron d'argent.
In keel een keper van zilver.
— Ministerieel Besluit van 8 december 1992.